# Diocèse de Solsona
Le diocèse de Solsona (en latin : diœcesis Celsonensis ; en espagnol : diócesis de Solsona  en catalan : Bisbat de Solsona) est un diocèse de l'Église catholique en Espagne, suffragant de l'archidiocèse de Tarragone.

## Territoire

Carte des diocèses d'Espagne avec le diocèse de Solsona en rouge

Le diocèse de Solsona est suffragant de l'archidiocèse de Tarragone avec son évêché à Solsona où se trouve la cathédrale Sainte-Marie, le territoire du diocèse couvre une superficie de 3536 km2 avec 174 paroisses regroupées en 7 archidiaconés. Il se situe dans une partie de la province de Lérida avec la comarque de Solsonès, une partie de la comarque de Pla d'Urgell (sauf les villes de Barbens, Bellvís, El Poal, Ivars d'Urgell, et Linyola du diocèse d'Urgell et Torregrossa, Bell-lloc d'Urgell du diocèse de Lérida) la comarque d'Urgell (sauf Agramunt, Castellserà, Ossó de Sió, Preixana, Puigvert de Agramunt, Sant Martí de Riucorb, Tornabous du diocèse d'Urgell et Belianes, Ciutadilla, Fuliola, Guimerá, Maldá, Omélls de Nagaya, et Vallbona de las Monjas de l'archidiocèse de Tarragone) de Segarra (sauf Guissona, Sanaüja, du diocèse d'urgell et Torrefeta i Florejacs du diocèse de Lérida) ainsi que dans une partie de la province de Barcelone avec la comarque de Bages avec seulement les villes de Balsareny, Cardona, Navás, Suria et celle de Berguedà (sauf Borredà et Santa Maria de Merlès du diocèse de Vic et Gósol du diocèse d'Urgell).

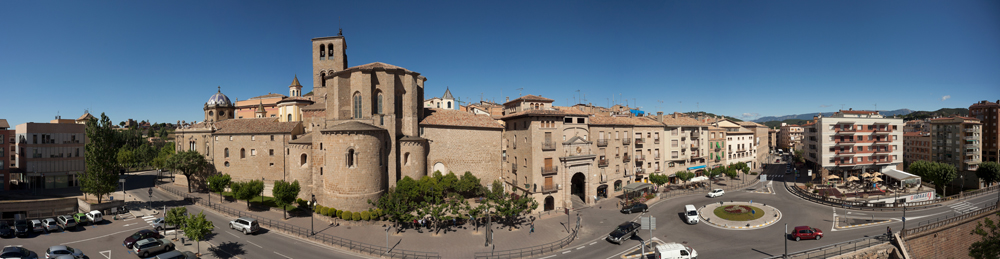
Situation de la cathédrale Sainte-Marie de Solsona.

## Histoire
Le diocèse de Solsona est créé le 19 juillet 1593 à la demande de Philippe II afin que soit mieux gouvernée cette « terre frontalière des hérétiques », une allusion aux huguenots qui de France prennent souvent d'assaut les Pyrénées. Clément VIII répond à la demande du roi et la même année, le pape demande à l'archevêque de Tarragone, Joan Terès i Borrull, l'évêque d'Urgell, Andreu Capella, et le nonce apostolique du Royaume d'Espagne, Camillo Caetani (en), d'ériger le nouveau diocèse.
Pour sa création, ils désirent démembrer 258 paroisses du diocèse d'Urgell et les doyennés de Cervera et Tàrrega du diocèse de Vic mais face à l'opposition de l'évêque d'Urgell, un accord est trouvé en 1623 par lequel Solsona ne recueille que 114 paroisses. Le 1er évêque est Luis Sans y Códol (1594-1612). Parmi ses successeurs on compte Pedro Anglada Sánchez (1640-1644), le célèbre Rafael Lasala y Locela (1773-1792) auteur du grand catéchisme de la doctrine chrétienne et Vicente Enrique y Tarancón (1945-1964), connu par le rôle conciliaire au cours de la transition démocratique espagnole.
De 1838 à 1890, le diocèse est gouverné par des vicaires capitulaires près de Madrid pour que Solsona ait encore des évêques. Cependant le diocèse reste sous l'administration du diocèse de Vic jusqu'en 1895 se crée l'administration apostolique de Solsona avec caractère épiscopal et le caractère indépendant. Enfin, le 10 novembre 1933 grâce aux efforts du cardinal archevêque de Tarragone, Francisco de Asís Vidal y Barraquer qui de 1913 à 1919 est administrateur apostolique de Solsona, le pape Pie XI restaure le diocèse dans la plénitude de ses droits épiscopaux.

## Source
- (es) Cet article est partiellement ou en totalité issu de l’article de Wikipédia en espagnol intitulé « Diócesis de Solsona » (voir la liste des auteurs).